# Louis Jean Heydt
Louis Jean Heydt (* 17. April 1903 in Montclair, New Jersey; † 29. Januar 1960 in Boston, Massachusetts) war ein US-amerikanischer Schauspieler. Zwischen 1933 und 1960 absolvierte Heydt fast 170 Film- und Fernsehauftritte, meistens in kleinen bis mittleren Nebenrollen.

## Leben und Karriere
Louis Jean Heydt wurde als Sohn der deutschen Auswanderer George Frederick Heydt und Emma Foerster geboren. Sein Vater arbeitete als Juwelier sowie als Sekretär von Louis Comfort Tiffany. Louis Jean Heydt absolvierte seine Schulausbildung an der Worcester Academy und anschließend am Dartmouth College. Er arbeitete zunächst als Journalist für die New York World, ehe er im Jahre 1927 als Schauspieler zu arbeiten begann: der Reporter besuchte die Probe des Broadway-Stückes The Trial of Mary Dugan, in welchem ein Bekannter von ihm mitspielte. Heydt wurde dabei von den Theaterproduzenten entdeckt und spielte ab September 1927 einen Reporter im Stück. 1928 heiratete er die Schauspielerin Leona Maricle (1905–1988), welch ebenfalls eine Rolle in The Trial of Mary Dungan hatte. Nach diesem Stück spielte er in den folgenden Jahren regelmäßig am Broadway und hatte unter anderem zwischen 1929 und 1931 die Hauptrolle in Preston Sturges Komödie Strictly Dishonorable. 1933 absolvierte er sein Filmdebüt neben Leo Carrillo im Kriminalfilm Before Morning, kehrte aber nach diesem Film sofort wieder zum Theater zurück.
Erst 1937 drehte er mit einer Rolle als etwas schüchterner Arzt in Kein Platz für Eltern seinen zweiten Film. In den folgenden Jahrzehnten hatte Heydt fast 170 Film- und Fernsehauftritte, meistens in kleineren Nebenrollen, aber gelegentlich auch in größeren Rollen. Der blondhaarige Charakterdarsteller galt als sehr versatil in seinen Rollen, tendierte aber dazu, vor allem unsichere, ängstliche oder vom Pech verfolgte „Durchschnittskerle“ zu verkörpern. Im Laufe seiner Filmkarriere spielte er in Filmklassikern wie Vom Winde verweht (1939), Mr. Smith geht nach Washington (1939), Schlagende Wetter (1941) und Ein neuer Stern am Himmel (1954). Zu einer erneuten Zusammenarbeit mit Preston Sturges kam es für Heydt, als er in dessen Politiksatire Der große McGinty einen suizidgefährdeten Bankkassierer, welcher seine Bank betrogen hat, verkörperte. Viele von Heydts Filmfiguren starben eines gewaltsamen Todes, so auch sein Erpresser im Film noir Tote schlafen fest (1946) neben Humphrey Bogart und Lauren Bacall. In den 1950er-Jahren drehte Heydt nur noch selten größere Filme, er übernahm stattdessen häufig Nebenrollen in B-Western sowie Gastrollen im Fernsehen. 
Neben seiner Filmarbeit wirkte er auch weiterhin als Theaterschauspieler, unter anderem am Broadway in den 1940er-Jahren in zwei Stücken. Am 29. Januar 1960 spielte der 56-jährige Schauspieler neben Jane Fonda im Stück There Was a Little Girl, als er nach seiner ersten Szene einen Herzinfarkt erlitt und verstarb. Er wurde auf dem Forest Lawn Memorial Park in Glendale begraben. Bei seinem Tod war er verheiratet mit Donna Harnor.

## Filmografie (Auswahl)
- 1933: Before Morning
- 1937: Kein Platz für Eltern (Make Way for Tomorrow)
- 1938: Der Testpilot (Test Pilot)
- 1938: They’re Always Caught (Kurzfilm)
- 1938: Im Namen des Gesetzes (I Am the Law)
- 1939: Zum Verbrecher verurteilt (They Made Me a Criminal)
- 1939: Rivalen (Let Freedom Ring)
- 1939: Todesangst bei jeder Dämmerung (Each Dawn I Die)
- 1939: Der Glöckner von Notre Dame (The Hunchback of Notre Dame)
- 1939: Charlie Chan auf der Schatzinsel (Charlie Chan at Treasure Island)
- 1939: Mr. Smith geht nach Washington (Mr. Smith Goes to Washington)
- 1939: Vom Winde verweht (Gone with the Wind)
- 1940: Abe Lincoln in Illinois
- 1940: Der große McGinty (The Great McGinty)
- 1940: Paul Ehrlich – Ein Leben für die Forschung (Dr. Ehrlich’s Magic Bullet)
- 1940: Irene
- 1940: Entscheidung in der Sierra (High Sierra)
- 1941: Dive Bomber
- 1941: Schlagende Wetter (How Green Was My Valley)
- 1942: Dr. Kildare’s Victory
- 1942: Helden der Lüfte (Captains of the Clouds)
- 1942: Tortilla Flat
- 1942: 10 Leutnants von West-Point (Ten Gentlemen from West Point)
- 1942: Der gläserne Schlüssel (The Glass Key)
- 1942: Commandos Strike at Dawn
- 1943: Botschafter in Moskau (Mission to Moscow)
- 1943: Stage Door Canteen
- 1943: Sensation in Morgan’s Creek (The Miracle of Morgan’s Creek)
- 1943: Unternehmen Donnerschlag (Gung Ho!)
- 1944: Dr. Wassells Flucht aus Java (The Story of Dr. Wassell)
- 1944: Sensation in Morgan’s Creek (The Miracle of Morgan’s Creek)
- 1944: Dreißig Sekunden über Tokio (Thirty Seconds Over Tokyo)
- 1945: Zombies on Broadway
- 1945: Frühling des Lebens (Our Vines Have Tender Grapes)
- 1945: Schnellboote vor Bataan (They Were Expendable)
- 1946: Tote schlafen fest (The Big Sleep)
- 1946: Mutterherz (To Each of His Own)
- 1947: Sindbad der Seefahrer (Sinbad the Sailor)
- 1949: Die Goldräuber von Tombstone (Bad Men of Tombstone)
- 1949: The Kid from Cleveland
- 1949: …und der Himmel lacht dazu (Come to the Stable)
- 1950: Die Farm der Besessenen (The Furies)
- 1951: Am Marterpfahl der Sioux (Warpath)
- 1951: Zwei in der Falle (Rawhide)
- 1951: In Rache vereint (The Great Missouri Raid)
- 1951: Zwei von einer Sorte (Two of a Kind)
- 1951: Ein Herz für Danny (Close to My Heart)
- 1951: Trommeln im tiefen Süden (Drums in the Deep South)
- 1951: Überfall am Raton-Paß (Raton Pass)
- 1952: Sein großer Kampf (Flesh and Fury)
- 1952: Meuterei auf dem Piratenschiff (Mutiny)
- 1952: Models Inc.
- 1953: Das letzte Signal (Island in the Sky)
- 1953: Geknechtet (The Vanquished)
- 1954: Ein neuer Stern am Himmel (A Star Is Born)
- 1954: Der Sheriff ohne Colt (The Boy from Oklahoma)
- 1954: Stories of the Century (Tom Horn)
- 1955: Rächer in Schwarz (Ten Wanted Men)
- 1955: Unternehmen Pelikan (The Eternal Sea)
- 1955: Ein Mann liebt gefährlich (Many Rivers to Cross)
- 1956: Die erste Kugel trifft (The Fastest Gun Alive)
- 1956: Fury (Fernsehserie, Folge 1x21)
- 1956: Cheyenne (Fernsehserie, Folge 2x08)
- 1957: Dem Adler gleich (The Wings of Eagles)
- 1957: Sheriff Brown räumt auf (The Badge of Marshal Brennan)
- 1957: Die Plünderer von Texas (Raiders of Old California)
- 1957: Sugarfoot (Fernsehserie, Folge 1x01)
- 1958: Rauschgift-Banditen (The Man Who Died Twice)
- 1959: Die schwarze Hand der Mafia (Inside the Mafia)
- 1959: Maverick (Fernsehserie, Folge 3x06)
- 1959: Menschen im Weltraum (Men Into Space, Fernsehserie, Folge 1x09)
- 1960: Tausend Meilen Staub (Rawhide, Fernsehserie, Folge 2x15)
- 1960: Abenteuer im wilden Westen (Zane Grey Theater, Fernsehserie, Folge 4x19)